# Grand Prix Formule 1 van België 1980
De Grand Prix Formule 1 van België 1980 werd gehouden op 4 mei 1980 op Zolder.

## Uitslag
| Pos. | Nr. | Coureur               | Constructeur   | Rondes | Tijd / Oorzaak uitval | Grid | Punten |
| ---- | --- | --------------------- | -------------- | ------ | --------------------- | ---- | ------ |
| 1    | 25  | Didier Pironi         | Ligier-Ford    | 72     | 1:38:47.4             | 2    | 9      |
| 2    | 27  | Alan Jones            | Williams-Ford  | 72     | +47.37                | 1    | 6      |
| 3    | 28  | Carlos Reutemann      | Williams-Ford  | 72     | +84.12                | 4    | 4      |
| 4    | 16  | René Arnoux           | Renault        | 71     | +1 Ronde              | 6    | 3      |
| 5    | 3   | Jean-Pierre Jarier    | Tyrrell-Ford   | 71     | +1 Ronde              | 9    | 2      |
| 6    | 2   | Gilles Villeneuve     | Ferrari        | 71     | +1 Ronde              | 12   | 1      |
| 7    | 21  | Keke Rosberg          | Fittpaldi-Ford | 71     | +1 Ronde              | 21   |        |
| 8    | 1   | Jody Scheckter        | Ferrari        | 70     | +2 Rondes             | 14   |        |
| 9    | 4   | Derek Daly            | Tyrrell-Ford   | 70     | +2 Rondes             | 11   |        |
| 10   | 12  | Elio de Angelis       | Lotus-Ford     | 69     | Spin                  | 8    |        |
| 11   | 26  | Jacques Laffite       | Ligier-Ford    | 68     | +4 Rondes             | 3    |        |
| 12   | 9   | Jan Lammers           | ATS-Ford       | 64     | Motor                 | 15   |        |
| NC   | 7   | John Watson           | McLaren-Ford   | 61     | Niet geklasseerd      | 20   |        |
| DNF  | 29  | Riccardo Patrese      | Arrows-Ford    | 58     | Spin                  | 16   |        |
| DNF  | 11  | Mario Andretti        | Lotus-Ford     | 41     | Versnellingsbak       | 17   |        |
| DNF  | 22  | Patrick Depailler     | Alfa Romeo     | 38     | Uitlaat               | 10   |        |
| DNF  | 5   | Nelson Piquet         | Brabham-Ford   | 32     | Spin                  | 7    |        |
| DNF  | 8   | Alain Prost           | McLaren-Ford   | 29     | Transmissie           | 19   |        |
| DNF  | 20  | Emerson Fittipaldi    | Fittpaldi-Ford | 16     | Elektrisch probleem   | 24   |        |
| DNF  | 14  | Tiff Needell          | Ensign-Ford    | 12     | Motor                 | 23   |        |
| DNF  | 23  | Bruno Giacomelli      | Alfa Romeo     | 11     | Ophanging             | 18   |        |
| DNF  | 6   | Ricardo Zunino        | Brabham-Ford   | 5      | Versnellingsbak       | 22   |        |
| DNF  | 30  | Jochen Mass           | Arrows-Ford    | 1      | Spin                  | 13   |        |
| DNF  | 15  | Jean-Pierre Jabouille | Renault        | 1      | Koppeling             | 5    |        |
| DNQ  | 17  | Geoff Lees            | Shadow-Ford    |        |                       |      |        |
| DNQ  | 18  | Dave Kennedy          | Shadow-Ford    |        |                       |      |        |
| DNQ  | 31  | Eddie Cheever         | Osella-Ford    |        |                       |      |        |

## Statistieken
| Pole-position | Alan Jones       | Williams-Ford | 1:19.12 |
| Snelste ronde | Jacques Laffitte | Ligier-Ford   | 1:20.88 |

## Noot
- Dit was het debuut van de Britse coureur Tiff Needell.
- Vijfde pole position voor Alan Jones.
- Vijfde snelste ronde voor Jacques Laffite en vijfentwintigste snelste ronde voor een Franse coureur.
- Eerste rondes als raceleider en eerste Grand Prix-winst voor Didier Pironi.

1925 · 1930 · 1931 · 1933 · 1934 · 1935 · 1937 · 1939 · 1947 · 1949 · 1950 · 1951 · 1952 · 1953 · 1954 · 1955 · 1956 · 1958 · 1960 · 1961 · 1962 · 1963 · 1964 · 1965 · 1966 · 1967 · 1968 · 1970 · 1972 · 1973 · 1974 · 1975 · 1976 · 1977 · 1978 · 1979 · 1980 · 1981 · 1982 · 1983 · 1984 · 1985 · 1986 · 1987 · 1988 · 1989 · 1990 · 1991 · 1992 · 1993 · 1994 · 1995 · 1996 · 1997 · 1998 · 1999 · 2000 · 2001 · 2002 · 2004 · 2005 · 2007 · 2008 · 2009 · 2010 · 2011 · 2012 · 2013 · 2014 · 2015 · 2016 · 2017 · 2018 · 2019 · 2020 · 2021 · 2022 · 2023 · 2024 · 2025 · 2026 · 2027 · 2029 · 2031